# 南直方御殿口站

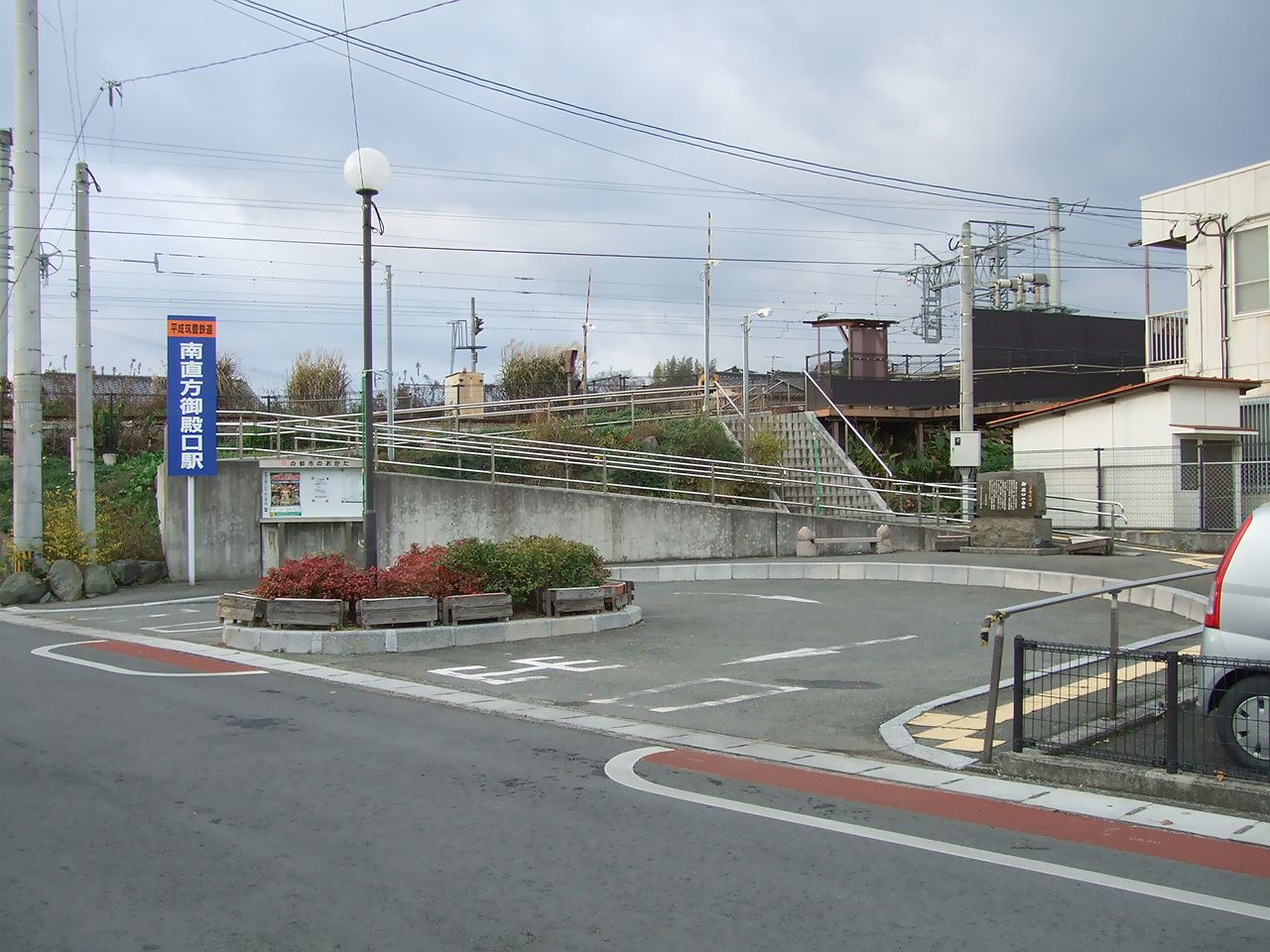
下行月台側的出入口

南直方御殿口站（日语：／ Minami-Nōgata-Gotenguchi eki */?）是位於福岡縣直方市大字直方183番2號，平成筑豐鐵道的伊田線車站。車站編號為HC2。

## 歷史
- 2001年（平成13年）3月3日 - 車站啟用。

## 車站構造
車站是一座建設路堤上的地面車站，設有2面2線的相對式月台。此站是無人車站。月台上的候合室外觀主題是長崎街道。車站後方設有筑豐本線路軌。

### 月台
| 月台 | 路線    | 上下行 | 方向                                 |
| ---- | ------- | ------ | ------------------------------------ |
| 東邊 | ■伊田線 | 下行   | 金田、田川伊田、田川後藤寺、行橋方向 |
| 西邊 | ■伊田線 | 上行   | 直方方向                             |

## 使用狀況
以下為近年度1年總上落車人次列表：
| 上落車人次變化 | 上落車人次變化  |
| 年度           | 1年總上落車人次 |
| -------------- | --------------- |
| 2012年         | 22,630          |
| 2013年         | 21,170          |
| 2014年         | 21,170          |
| 2015年         | 24,522          |
| 2016年         | 20,440          |
| 2017年         | 22,995          |
| 2018年         | 17,520          |

## 車站周邊
由於車站鄰近司法機關設施，因此站前設有多間行政書士和司法書士的事務所。
- 直方歲時館
- 直方市立直方南小學
- 直方市立直方西小學
- 直方消防署
- 福岡地方裁判所（日语：福岡地方裁判所）直方分部
- 福岡法務局（日语：福岡法務局）直方分局
- 日本郵政直方新町郵局
- 直方市政廳
- 福岡縣警（日语：福岡県警）直方警署（日语：直方警察署）
- 淨土真宗善勝寺
- 直方市民體育館
- 直方葬祭、殯儀館
- 國道200號（日语：国道200号）
- 福岡縣道21號福岡直方線（日语：福岡県道21号福岡直方線）
- 福岡縣道22號田川直方線（日语：福岡県道22号田川直方線）
  - 勘六橋

## 相鄰車站
平成筑豐鐵道
伊田線
直方（HC1）－南直方御殿口（HC2）－赤地（HC3）

## 注腳
1. ↑  統計直方 運輸・通信 平成筑豐鐵道使用狀況　（上落車人次）

## 外部連結
- 南直方御殿口站 （页面存档备份，存于）（日語）（平成筑豐鐵道沿線情報網站）